# 40e division (armée impériale japonaise)
Pour les articles homonymes, voir 40e division.
La 40e division (第40師団, Dai-yonjū shidan) est une unité d'infanterie de l'armée impériale japonaise. Son nom de code est Division Baleine (鯨兵団, Kujira-heidan). Elle est créée le 30 juin 1939 à Zentsūji en même temps que les 38e, 39e et 41e divisions. Elle recrute principalement dans les quatre préfectures de l'île de Shikoku.

## Histoire
Bien que destinée à l'origine à servir de force de garnison et à remplir la fonction de police dans les territoires occupés de Chine, la 40e division est rapidement assignée sur la ligne de front à la vue de la détérioration de la situation dans la seconde guerre sino-japonaise.
La 40e division est d'abord affectée à la 11e armée et est stationnée de Hankou à Guangji le long du fleuve Yangzi Jiang, puis au Hubei dans la région de Xianning. Elle participe à la bataille de Zaoyang-Yichang, à l'opération du centre du Hubei (en) et à la bataille du sud de Henan en 1940, à la seconde bataille de Changsha en 1941 et à la troisième bataille de Changsha en 1942.
En avril 1942, la 40e division est l'une des unités affectées à la capture des aviateurs américains écrasés du raid de Doolittle lors de la campagne du Zhejiang-Jiangxi (en). En avril 1944, elle est affectée à l'opération Ichi-Go.
En janvier 1945, la 40e division est affectée à la protection de la voie ferrée Guangdong–Hankou . Par la suite, elle passe sous le contrôle de la 23e armée et est stationnée dans la région de Macao dans l'attente d'un possible débarquement allié. Cependant, les Américains envahissent Okinawa en avril 1945 et la 40e division reçoit l'ordre de rallier Shanghai. Durant le trajet, alors qu'elle se trouve à Nanchang au Jiangxi, la guerre prend fin. L'ordre final de la 40e division est de rejoindre Nankin où elle est démobilisée, et ses troupes survivantes reviennent à Sasebo au Japon en mai 1946.
Parmi les célèbres commandants de la 40e division se trouve Naojikiro Amaya qui commande la division pendant son stationnement en Mandchourie du 2 octobre 1939 au 25 août 1941.

## Organisation
La 40e division est organisée en division triangulaire.
40e division -
- 40e brigade d’infanterie :
  - 234e régiment d’infanterie (Marugame)
  - 235e régiment d’infanterie (Tokushima)
  - 236e régiment d’infanterie (Kochi)
- 40e régiment de cavalerie
- 40e régiment d'artillerie de montagne
- 40e régiment de génie militaire
- 40e régiment de transport